# Belicza József
Belicza József (Alsódiós, 1848. április 19. – Budapest, 1890. február 17.) fővárosi igazgató-tanító, író.

## Élete
Apja, Belicza Lénárd jobbmódú közbirtokos volt, akit képviselőtestületi, sőt megyebizottsági tagnak is megválasztott a település lakossága, 1887-ben pedig a koronás arany érdemkeresztet is elnyerte. Nyolc testvére között Belicza József volt a legidősebb, s mindegyiküket gondos oktatásban részesítették. (Testvérei közül Fülöp tanító, Ambrus megyei tisztviselő, Pál jogi végzettséggel Aranyosmaróton ügyvéd lett). A hat gimnáziumi osztályt Nagyszombatban végezte; innét Esztergomba ment a tanítóképzőbe, ahol a rendes tanfolyamot elvégezve főelemi iskolai tanítói oklevelet nyert. Iskolaévei alatt a nyári szünidőket Belicza István szenicei esperes-plébánosnál töltötte. 
Tanítói pályáját egy évig az esztergomi mintaiskolában kezdte, majd Sellyére került, és 1869-től a fővárosban tanított, előbb mint helyettes, 1870-től a Felső-vízivárosi Szent Anna községi leánytanodában mint osztálytanító. 1882. június végével a Bocskay téri iskola vezető-tanítójává nevezték ki; 1886-ban a fővárosi tanács a krisztinavárosi újonnan épült iskola helyettes igazgatójává, 1888. június végén pedig rendes igazgató-tanítóvá léptette elő. 
Mint hadkötelest 1869-ben besorozták a honvédséghez, a szabadságolt állományhoz: tizedessé, szakaszvezetővé, majd őrmesterré léptették elő. 1873-ban letette a tiszti vizsgát s ennek alapján kinevezték hadnaggyá. A szabályszerű 12 év kitöltése után azonban beadta lemondását.
A budapesti (budai) tanítóegyletnek tíz éven át jegyzője, a II. kerületi tanítói körnek szintén hosszabb ideig elnöke volt.

## Család
1875. november 20-án vette nőül a régi budai családból származó, költői hajlamú, Eckermann Herminát, akivel hat gyermekük született, de a felnőttkort csak hárman érték meg: Aranka, Józsa és Iván.

## Munkái
- Magyar nyelvtani kézikönyv az elemi népiskola II–VI. osztályai számára. Budapest, 1880–81. 4 füzet. (a Budapesti tanítóegylet pályadíját nyerte. II. oszt. 2. kiadása, 1884. 3. átnézett kiadása, 1889. V. VI. osztály számára 2. kiadása, 1884. 3. átdolgozott kiadása, 1887. Budapest)
- Képes mesekönyv, 2 kötet.
- Barátság tükre. Emléklapok barátoktól és barátnőktől. Budapest, 1884. (Névtelenül)
- Iskolai zsebnaptár 1884–87. Budapest, 1883–86. Négy évfolyam
- Magyarország népoktatási intézeteinek és tanítóinak név- és czímtára. Budapest, 1886.
- Magyarországi tanítóegyletek statisztikája. Budapest, 1886.
- Számtan. A népiskolák II–V. oszt. számára. Budapest, 1887. négy füzet.

Irt még: Mulasztási és előmeneteli naplót statisztikai táblázattal, Törzskönyvi lapokat és ABC és Olvasókönyvet felnőttek számára.
Szakkérdéseket tárgyaló cikkei megjelentek majdnem minden nagyobb napilapban, főleg pedig a Pesti Hírlapban, Egyetértésben és a Bars című lapban. Rendes munkatársa volt a Magyar Lexikonnak és a Kis Lexikonnak.